# Maria Angélica
Angélica Gonçalves da Silva, född den 10 januari 1966 i Osvaldo Cruz, Brasilien, är en brasiliansk basketspelare som var med och tog OS-silver 1996 i Atlanta. Detta var första gången Brasilien tog en medalj i damklassen vid de olympiska baskettävlingarna.